# Arruda dos Pisões
Arruda dos Pisões era una freguesia portuguesa del municipio de Rio Maior, distrito de Santarém.

## Toponimia
Arruda podría estar ligado a una planta leñosa que existió, de fuerte y desagradable olor y sabor acre, utilizada para fines medicinales. Por su parte, Pisões deriva de pizoens, que era un instrumento que utilizaban antiguamente las poblaciones para moler los cereales y fabricar harina, objeto que golpeaba el recipiente o el mortero.

## Historia
Fue suprimida el 28 de enero de 2013, en aplicación de una resolución de la Asamblea de la República portuguesa promulgada el 16 de enero de 2013 al unirse con la freguesia de Outeiro da Cortiçada, formando la nueva freguesia de Outeiro da Cortiçada e Arruda dos Pisões.